# Papyrussäule

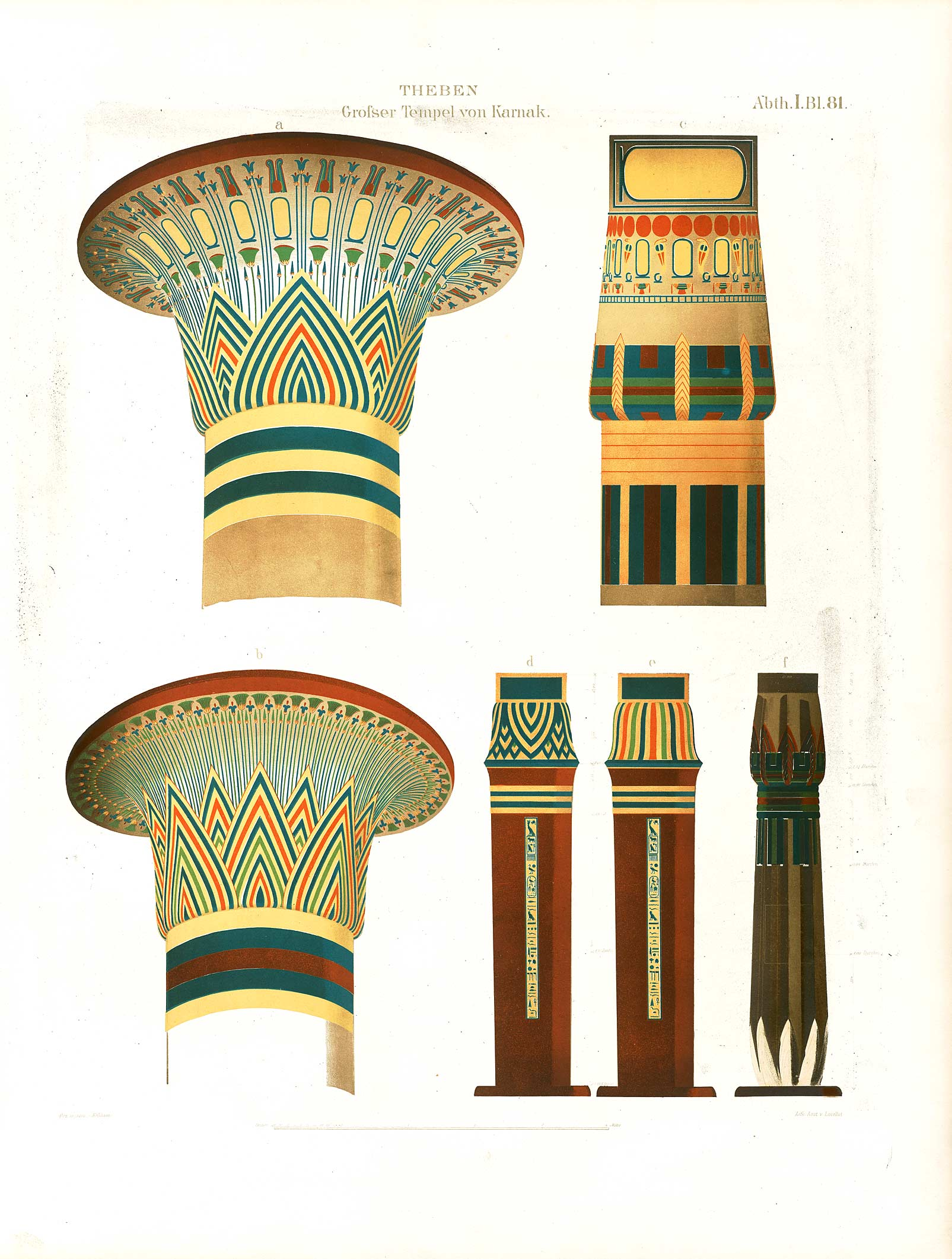
Papyrussäulen, in Denkmäler aus Aegypten und Aethiopien (1849–1859)

Die Papyrussäule ist ein in der altägyptischen Architektur weit verbreiteter Säulentyp. Sie stellt ein Abbild der Papyruspflanze dar, die als Sinnbild für Grünen und Gedeihen gilt und in Verbindung mit der Wappenpflanze Unterägyptens steht.
Die Säule tritt in drei verschiedenen Varianten auf, die sich in Form des Kapitells und des Säulenschaftes unterscheiden.
Als Bündelsäule mit sechs bis acht Pflanzenstängeln und geschlossenem Kapitell tritt sie zum ersten Mal im Pyramidentempel des Sahure auf. Die Bündelung ähnelt sehr den Bündeln der Lotossäule, im Unterschied dazu ist der Fuß jedoch merklich eingezogen und von fünf spitzen Fußblättern umgeben. Ab dem Mittleren Reich werden zwischen die Stängel des Kapitells Bündel von drei kleinen Papyruspflanzen gesteckt. Besonders schöne Beispiele finden sich in den Bauten von Amenophis III.
Mit glatt abgedrehtem Schaft und geschlossenem Kapitell hat sich eine vereinfachte Form der ersten Variante entwickelt, die besonders in der Ramessidenzeit verbreitet war. Schaft und Kapitell besitzen glatte Flächen, auf denen Inschriften, Kartuschenreihen und Reliefszenen angebracht sind. Beispiele finden sich in Karnak, im Ramesseum, in Medinet Habu, sowie in den Millionenjahrhäusern von Sethos I. in Abydos und Theben.
Die dritten Variante weist nur einen einzelnen Stängel sowie ein offenes, glockenförmiges Kapitell auf. Die geöffnete Kapitelldolde wird mit einem Kranz von Einzelblüten dekoriert. Eine erste Umsetzung als Halbsäule scheint es bereits im Djoser-Bezirk gegeben zu haben. Seit dem Mittleren Reich tritt die Säulenform in Lampenständern auf. In der frühen 18. Dynastie findet man sie in Darstellungen. Erst seit Thutmosis III. ist sie in Bauten nachweisbar und wird nun gern für freistehende Kioske und Mittelschiffe von Hypostylen verwendet. Beispiele finden sich in der Kolonnade des Luxor-Tempels, in Karnak, in Edfu und in Philae.